# Kleine zeenaald
De kleine zeenaald (Syngnathus rostellatus) is een straalvinnige vis uit de familie van zeenaalden en zeepaardjes (Syngnathidae), orde zeenaaldachtigen (Syngnathiformes), die voorkomt in het oostelijk deel van de Atlantische Oceaan van Zuid-Noorwegen tot Noord-Spanje.

## Beschrijving
De kleine zeenaald is gemiddeld 10 cm lang, maar kan een lengte bereiken van 17 cm. Het lichaam van de vis heeft een aalachtige vorm. De mond is buisvormig. De vis heeft één rugvin met 36 tot 45 vinstralen en één aarsvin met 2-3 vinstralen.
De kleine zeenaald is een zout- en brakwatervis die voorkomt in riviermondingen bij een diepte tot 15 meter.

## Relatie tot de mens
De kleine zeenaald is voor de visserij van geen belang. De soort komt niet voor op de Rode Lijst van de IUCN. De kleine en grote zeenaald (Syngnathus acus) komen voor langs de Nederlandse kust. De kleine zeenaald is minder algemeen, maar wordt vaak verward met jonge grote zeenaalden. Trends in het voorkomen van deze zeenaalden worden sinds 1994 door de stichting ANEMOON met behulp van waarnemingen door sportduikers in de Oosterschelde en het Grevelingenmeer bijgehouden.